# Erik Sanko
Erik Norse Sanko (* 27. září 1963 Manhattan) je americký baskytarista, zpěvák, skladatel a loutkář, lídr rockové skupiny Skeleton Key a bývalý dlouholetý člen jazzového uskupení The Lounge Lizards. S The Lounge Lizards nahrál tři z jejich čtyř studiových alb, se Skeleton Key nahrál všechny tři desky a byl jediným členem kapely, který v ní hrál po celou dobu její existence. S přestávkami téměř dvě desítky let spolupracoval s hudebníkem Johnem Calem, s nímž nahrál několik alb a doprovázel jej při koncertech. Několik let také hrál ve skupině James Chance and the Contortions a krátce též ve Firewater a Ui.
Jeho diskografie čítá na pět desítek alb rozličných umělců, jako jsou například Jim Carroll, Gavin Friday, Yoko Ono, Suzanne Vega, Emil de Waal a skupina They Might Be Giants. V letech 2001 a 2016 vydal dvě sólová alba. Jeho bratrem je filmový skladatel Anton Sanko, s nímž při několika příležitostech spolupracoval. Dále se věnuje výrobě marionet, psaní loutkových her a skládání scénické hudby. Na hudbě ke své první hře spolupracoval s filmovým skladatelem Dannym Elfmanem, hudbu k jiné hře napsal speciálně pro Kronos Quartet. Také se věnoval pedagogické činnosti na Rhodeislandské škole designu, Newyorské univerzitě a Parsonsově škole designu.

## Hudba
Narodil se 27. září 1963 na Manhattanu. Vyrůstal na Staten Islandu a v roce 1979 se přestěhoval do čtvrti TriBeCa na dolním Manhattanu. Jeho otec byl architekt a matka žena v domácnosti a amatérská umělkyně. Jeho starším bratrem je skladatel Anton Sanko, kterého Erik označil za „důvod, proč jsem vůbec začal hrát hudbu.“ Když jeho bratr v dětství začal hrát na kytaru, on se rozhodl pro baskytaru. Mezi jeho vzory patřili například John Wetton a Paul McCartney. V letech 1981 až 1986 studoval na Cooper Union v New Yorku, odkud má titul B.F.A. Počátkem osmdesátých let hrál v kapele Special Jellies, v níž dále působili kytaristé Jerry Agony a Chris Cunningham, klávesista Nicholas West a bubeník Sterling Campbell.

### The Lounge Lizards

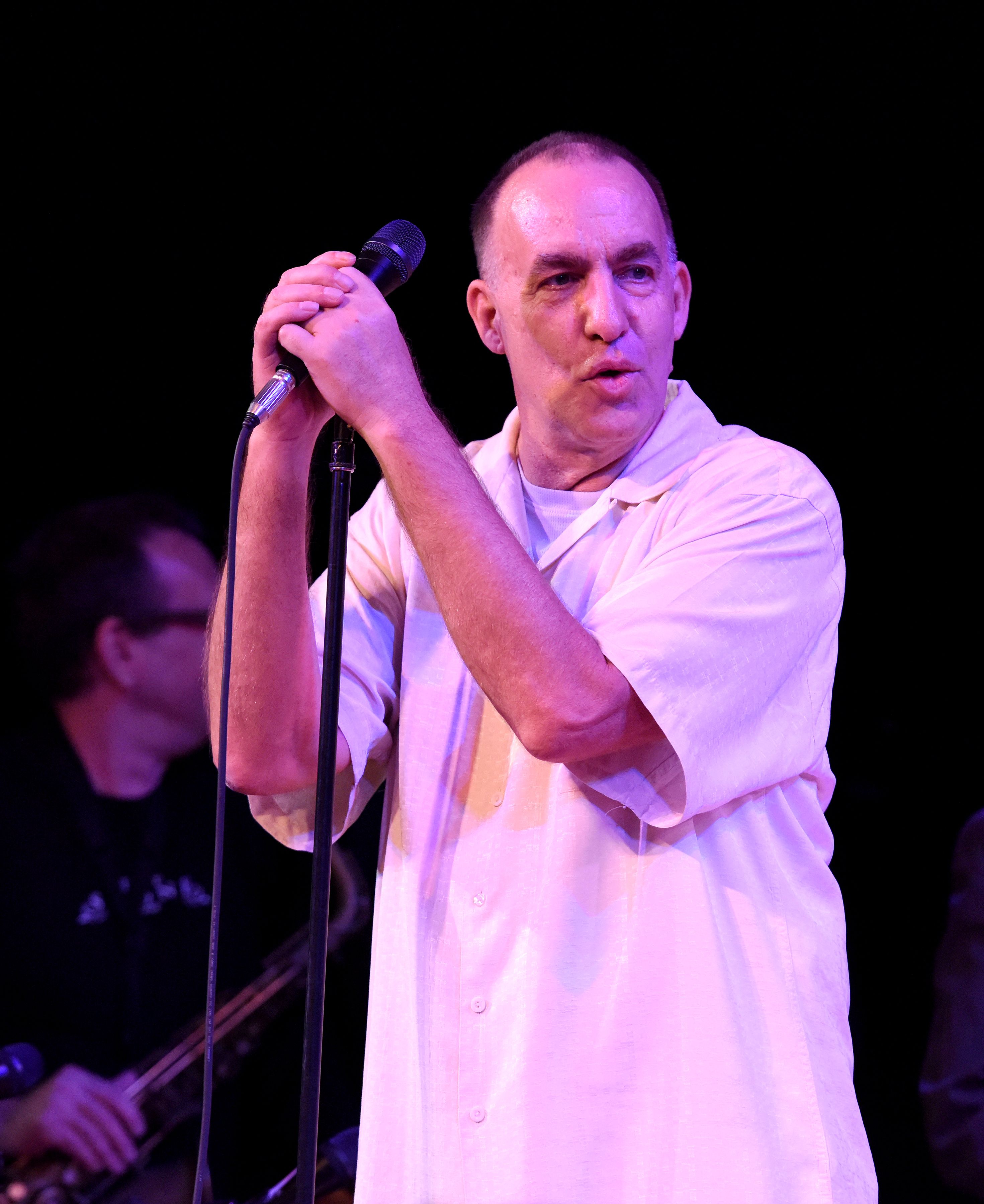
Hudebník John Lurie, lídr kapely The Lounge Lizards, na snímku z roku 2014

Později se stal členem kapely The Lounge Lizards, vedené saxofonistou Johnem Luriem. S Luriem se seznámil náhodou, když zkoušel s bubeníkem Dougiem Bownem – členem The Lounge Lizards – a Lurie přišel na návštěvu. Přestože ho v danou chvíli neslyšel hrát – hned jak Lurie vstoupil do místnosti, plachý Sanko přestal hrát – něco jej na něm zaujalo. Později se na něj Bownea zeptal, ten jej doporučil a Lurie jej, aniž by jej slyšel hrát, najal na nadcházející turné. Tou dobou byl Sanko nezletilý, bylo mu devatenáct let, a Lurie musel podepsat smlouvu, že za něj ponese zodpovědnost. Sanko později uvedl, že to bylo jako svěřit gorile vajíčko, aby se o něj postarala. Se skupinou nahrál její druhé, třetí a čtvrté studiové album – No Pain for Cakes (1987), Voice of Chunk (1988) a Queen of All Ears (1998). Po nahrání druhého z nich, Voice of Chunk, však skupinu na čas spolu s několika dalšími členy opustil. Mezi Sankem a Luriem totiž došlo k neshodě ohledně autorství písní. Lurie uznal jeho spoluautorství písní „Voice of Chunk“ a „Uncle Jerry“, které Sankova basová linka dotvořila do konečné podoby, u těchto je dle Lurieho uvedení Sankova autorského podílu bezpochyby zasloužené, u dalších však nikoliv. Sanko se později do skupiny vrátil a hrál s ní až do jejího rozpadu kolem přelomu tisíciletí. Rovněž hrál v Luriem složené hudbě k seriálu Fishing with John (1991) a k filmu Get Shorty (1995).
V letech 1991 až 1993 zpíval, hrál na baskytaru a napsal většinu písní pro skupinu The Fertile Crescent, se kterou vydal jedno pětipísňové extended play a jednu dlouhohrající desku. Dalšími členy skupiny byli bubeník Ben Perowsky a kytarista Danny Blume, oba rovněž členové The Lounge Lizards. V osmdesátých a devadesátých letech hrál na albech dalších hudebníků, mezi něž patří například Anna Domino, Suzanne Vega a Jim Carroll, jejichž producentem byl jeho bratr Anton. Od devadesátých let zároveň občasně spolupracoval s velšským hudebníkem a skladatelem Johnem Calem. Hrál na několika jeho albech, včetně Last Day on Earth (1994), Walking on Locusts (1996), HoboSapiens (2003) a Extra Playful (2011). V roce 1995 s ním nahrál coververzi písně „People Who Died“ od Jima Carrolla pro film Antártida; v nahrávce dále hráli Sterling Morrison, Maureen Tuckerová a Chris Spedding. Rovněž odehrál dvě koncertní turné coby člen Caleovy kapely, první v roce 2003 a druhé 2011.
Rovněž vystupoval se skupinou They Might Be Giants, účinkuje na jejích koncertních albech Severe Tire Damage (1998) a Live (1999). Také byl členem koncertní skupiny Gavina Fridaye, s nímž nahrál desky Adam 'N' Eve (1994) a Shag Tobacco (1995). Hrál také s hiphopovou skupinou Run-D.M.C.

### Skeleton Key
V únoru 1995 založil skupinu Skeleton Key, v níž zpívá a hraje na baskytaru a je jediným členem, který v ní působil po celou dobu její existence. Jde o rockovou kapelou s industriálními prvky, v níž v různých obdobích hráli například Chris Maxwell a Benjamin Clapp. Hrají v obsazení kytara, baskytara, standardní bicí souprava a druhý bubeník, hrající na hrnce a různý kovový odpad. Kapela debutovala ještě v roce 1995 třípísňovým singlem In My Mind, v následujícím roce vyšlo eponymní šestipísňové extended play. Tyto nahrávky vyšly u nezávislých vydavatelství. Následně došlo k podpisu smlouvy s velkým vydavatelstvím Capitol Records a v březnu 1997 skupina vydala svou první dlouhohrající desku nazvanou Fantastic Spikes Through Balloon. Ta byla nominována na cenu Grammy za nejlepší obal, jehož autorem byl Stefan Sagmeister. Spolupráce s vydavatelstvím Capitol Records měla podle Sanka výhodu, že na rozdíl od malých vydavatelství měli dostatek peněz na nahrání desky, nicméně zároveň řekl, že společnost patrně od začátku neměla v úmyslu se o kapelu více starat. Po právních problémech s Capitol Records, kdy se kapela rozhodla od vydavatelství odejít, ale to jejich odchod ztěžovalo, vyšlo v červnu 2002 u Ipecac Recordings, vydavatelstvím založeném zpěvákem Mikem Pattonem, druhé album Skeleton Key, nazvané Obtainium. Třetí album Gravity Is the Enemy vyšlo po úspěšné crowdfundingové kampani na serveru Kickstarter v roce 2011. Skupina v průběhu let absolvovala turné například s Melvins, Tomahawk a The Jesus Lizard.
Roku 2000 odehrál jednorázový koncert se zpěvačkou Yoko Ono, s níž později nahrál také album Blueprint for a Sunrise (2001). V roce 2001 vydal u vydavatelství Jetset Records své první sólové album Past Imperfect, Present Tense, obsahující jedenáct písní. Album vzniklo v době nečinnosti Skeleton Key, způsobené právními problémy s vydavatelstvím Capitol Records. Sanko si všechny nástroje nahrál sám, mj. za pomoci zapůjčených kláves Casio. V roce 2002 se stal členem experimentální rockové skupiny Ui, s níž nahrál desku Answers. V roce 2008 koncertoval s gypsypunkovou skupinou Firewater, s níž hrál mimo jiné i v Praze. Také působil v obnovené kapele James Chance and the Contortions. Se skupinou nahrál dvě písně – „Terminal City“ a „Incorrigible“ – vydané na reedici jejího prvního alba Buy (1979) z roku 2015. S kapelou hrál kromě své standardní baskytary také na Gibson EB-0, na konkrétní nástroj, na nějž hrál George Scott III v raných dobách Contortions (Scott hrál před svou smrtí v roce 1980 také s Johnem Calem). Nejčastěji hraje na baskytaru Philip Kubicki Factor Bass, vlastní také bezpražcovou baskytaru značky Ampeg.
V březnu 2016 vydal patnáct let po svém sólovém debutu druhé sólové album Puppet Boy, obsahující deset nových písní. V roce 2021 vydal dvě nové sólové písně, nazvané „The Lost Mariner“ a „Tiny Baby“, na split singlu belgického vydavatelství Jaune Orange, jehož B-strana obsahuje píseň od Phila Maggiho. Téhož roku rovněž vydal tři písně s projektem Knifethrower („Different Answer“, „Face Out of the Phone“ a „Tint the Kills“), který navazuje na Skeleton Key, a v němž dále působí bubeník Benjamin Clapp, a saxofonisté Eric Bernhardt a Will Greene. Od roku 2022 několikrát vystupoval se skupinou SQÜRL Jima Jarmusche a Cartera Logana.

## Divadlo

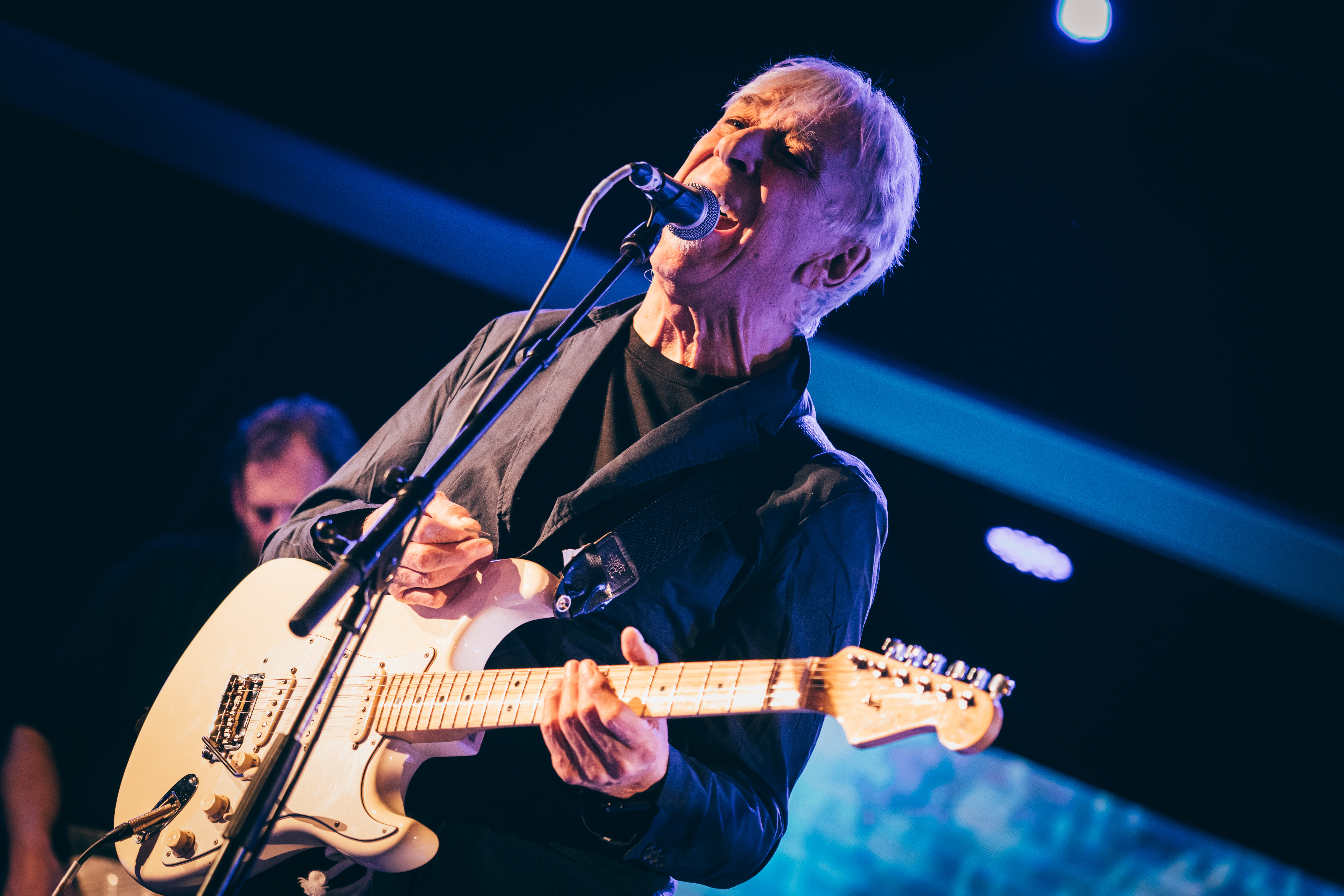
Hudebník John Cale, s nímž Erik Sanko dlouhodobě spolupracoval, na snímku z roku 2020

Kromě hudby se věnuje výrobě marionet a psaní loutkových her. O loutky se zajímal od dětství, kdy jej matka brala do loutkového divadla Bila Bairda. První loutky začal vyrábět v deseti letech. Přibližně od svých třiceti let se k loutkám vrátil, zpočátku na řadu let jako ke koníčku, později je prodával a až poté s nimi začal pracovat v divadle. Když měla mít jeho manželka Jessica Grindstaff výstavu svých hracích skříněk, vyzvala jej, aby u té příležitosti předvedl své loutky v krátké hře; role vypravěče se ujal John Cale. Šlo o Sankovu první hru. S Jessicou Grindstaff se seznámil v roce 1997 a vzali se v listopadu 2000.
Později spolu se svou manželkou založil společnost Phantom Limb Company, která se touto činností zabývá. Společně hry režírují, Sanko skládá hudbu a vyrábí loutky a jeho manželka vytváří scénografii. Svou první loutkovou hru, nazvanou The Fortune Teller, uvedli v roce 2006. Hudbu k představení složil Sanko spolu s Dannym Elfmanem, kterého označuje za svého nejlepšího přítele, a vyprávění se ujal Gavin Friday. Druhou hru, nazvanou Dear Mme., původně vytvořili pro zahájení 25. ročníku festivalu Next Wave v Brooklyn Academy of Music. Sankovu hudbu pro představení nahrál Kronos Quartet. V roce 2011 došlo k premiéře 75minutové hry 69°S: The Shackleton Project, pro niž rovněž část Sankem složené hudby nahrál Kronos Quartet. Dílo bylo inspirováno antarktickou expedicí Ernesta Shackletona z let 1914–1916. Jde o první část environmentální trilogie, kterou dále tvoří hry Memory Rings (2015) a Falling Out (2018). Hra Memory Rings byla inspirována stromem Methuselah v Kalifornii, který je považován za nejstarší živý organismus světa. Falling Out je založena na vlně tsunami a následné havárii jaderné elektrárny ve Fukušimě v roce 2011.
Dále se podílel na několika dalších, menších hrách, případně hrách jiných autorů. Roku 2005 složil hudbu k loutkohře Volume of Smoke od Claye McLeoda Chapmana. V roce 2007 složil hudbu k loutkové hře The Wall od Ulrike Quade, podle románu Die Wand od Marlen Haushoferové. V roce 2010 složil hudbu a vytvořil loutky pro hru The Devil You Know od Pinga Chonga. Také pracoval na hře The Composer Is Dead na text Lemonyho Snicketa. V roce 2013 vytvořil loutky pro dětskou hru Ballerina Swan, adaptaci knihy od Allegry Kentové. V roce 2014 připravil loutky pro kodaňskou adaptaci básně Peer Gynt od Henrika Ibsena. V roce 2019 byla ve spolupráci se studenty Tischovy školy umění uvedena dystopická hra 12 Angry Animals, v níž 12 ohrožených druhů zvířat debatuje o vině nebo nevině posledního známého přeživšího člověka za zničení planety. Hra vychází z televizní hry Twelve Angry Men od Reginalda Rosea. Roku 2020 byla uvedena hra Blood Moon, pro niž Sanko připravil loutky. V roce 2023 vytvořili mobilní divadelní představení The Puppet Cycle: Small World Stories. Je také autorem loutek k adaptaci románu Sabbath’s Theater od Philipa Rotha, uvedené v roce 2023.
V menší míře se věnuje malířství, v roce 2022 byla jeho díla zahrnuta na výstavě The Worm at the Core v newyorské galerii Culture Lab LIC. Spolu s režisérem Jimem Jarmuschem a Philem Klinem pracoval na – nakonec nerealizované – opeře pojednávající o Nikolu Teslovi.
Rovněž se věnoval pedagogické činnosti na Rhodeislandské škole designu, Newyorské univerzitě, Parsonsově škole designu a The New School v New Yorku. Také vedl workshopy a přednášky na Newyorské univerzitě v Abú Dhabí, CalArts a Dartmouth College.

## Ocenění
Erik Sanko je držitelem několika grantů od:
- Jim Henson Foundation (2006),[1]
- Jerome Foundation (2007) na hru Dear Mme. ve výši 8 000 dolarů[51]
- Lower Manhattan Cultural Council (2008),[1]
- National Science Foundation (2009),[1]
- The New York State Composer's Grant (2009),[1]
- MAP Fund (2010) na hru 69°S: The Shackleton Project ve výši 35 000 dolarů.[52]

## Hry
| Rok  | Název                                 | Funkce        | Funkce    | Funkce  | Funkce          | Poznámky      |
| Rok  | Název                                 | Tvůrce loutek | Autor hry | Režisér | Skladatel hudby | Poznámky      |
| ---- | ------------------------------------- | ------------- | --------- | ------- | --------------- | ------------- |
| 2005 | Volume of Smoke                       | Ne            | Ne        | Ne      | Ano             |               |
| 2006 | The Fortune Teller                    | Ano           | Ano       | Ano     | Ano             |               |
| 2007 | Dear Mme.                             | Ano           | Ano       | Ano     | Ano             |               |
| 2007 | The Wall                              | Ne            | Ne        | Ne      | Ano             |               |
| 2010 | The Devil You Know                    | Ano           | Ne        | Ne      | Ano             |               |
| 2010 | The Composer Is Dead                  | Ano           | Ne        | Ne      | Ne              |               |
| 2011 | 69°S: The Shackleton Project          | Ano           | Ano       | Ne      | Ano             |               |
| 2013 | Ballerina Swan                        | Ano           | Ne        | Ne      | Ne              |               |
| 2014 | Peer Gynt                             | Ano           | Ne        | Ne      | Ne              |               |
| 2015 | Memory Rings                          | Ano           | Ano       | Ne      | Ano             |               |
| 2018 | Falling Out                           | Ano           | Ano       | Ne      | Ano             |               |
| 2019 | 12 Angry Animals                      | Ano           | Ne        | Ne      | Ano             | Tvůrce masek. |
| 2020 | Blood Moon                            | Ano           | Ne        | Ne      | Ne              |               |
| 2023 | The Puppet Cycle: Small World Stories | Ano           | Ne        | Ne      | Ano             |               |
| 2023 | Sabbath’s Theater                     | Ano           | Ne        | Ne      | Ne              |               |

## Diskografie

### Sólová
| Rok  | Název                         |
| ---- | ----------------------------- |
| 2001 | Past Imperfect, Present Tense |
| 2016 | Puppet Boy                    |

### Ostatní
| Rok  | Název                                       | Interpret                        |
| ---- | ------------------------------------------- | -------------------------------- |
| 1985 | Communication Breakdown                     | Doppelganger                     |
| 1986 | Inner Life                                  | Century Station                  |
| 1986 | Big Heart: Live in Tokyo                    | The Lounge Lizards               |
| 1987 | No Pain for Cakes                           | The Lounge Lizards               |
| 1987 | 春夏秋冬                                    | Sion                             |
| 1988 | Voice of Chunk                              | The Lounge Lizards               |
| 1988 | Best Wishes                                 | Hajime Mizoguchi                 |
| 1989 | 東京物語                                    | Yoshitaka Minami                 |
| 1989 | The Flaming Hoops                           | The Flaming Hoops                |
| 1990 | Days of Open Hand                           | Suzanne Vega                     |
| 1990 | NekonoTopia NekonoMania                     | Seigen Ono                       |
| 1990 | Mysteries of America                        | Anna Domino                      |
| 1991 | The Fertile Crescent (EP)                   | The Fertile Crescent             |
| 1991 | Flotsam & Jetsam                            | Drink Me                         |
| 1992 | The Fertile Crescent                        | The Fertile Crescent             |
| 1992 | Adam 'N' Eve                                | Gavin Friday                     |
| 1993 | Hello Recording Club                        | Hello the Band                   |
| 1994 | Last Day on Earth                           | John Cale a Bob Neuwirth         |
| 1994 | Ô Seasons Ô Castles                         | Katell Keineg                    |
| 1994 | Stained Glass Sky                           | Masters of None                  |
| 1994 | Babywoman                                   | Naomi Campbell                   |
| 1995 | Shag Tobacco                                | Gavin Friday                     |
| 1995 | Temple Bar                                  | John Waite                       |
| 1995 | Dawntown Project                            | Charlélie Couture                |
| 1995 | Get Shorty (soundtrack)                     | John Lurie                       |
| 1995 | Antártida                                   | John Cale                        |
| 1996 | Walking on Locusts                          | John Cale                        |
| 1996 | Unsupervised                                | Mono Puff                        |
| 1996 | In Paradisu                                 | Les Nouvelles Polyphonies Corses |
| 1996 | Skeleton Key (EP)                           | Skeleton Key                     |
| 1997 | Fantastic Spikes Through Balloon            | Skeleton Key                     |
| 1998 | Queen of All Ears                           | The Lounge Lizards               |
| 1998 | Fishing with John (soundtrack)              | John Lurie                       |
| 1998 | Pools of Mercury                            | Jim Carroll                      |
| 1998 | Ostrich                                     | Beekeeper                        |
| 1998 | Severe Tire Damage                          | They Might Be Giants             |
| 1999 | Live                                        | They Might Be Giants             |
| 1999 | The Legendary Marvin Pontiac: Greatest Hits | John Lurie                       |
| 2000 | The Crybaby                                 | Melvins                          |
| 2000 | Band Mrazem                                 | Emil de Waal a Jonas Johansen    |
| 2001 | Blueprint for a Sunrise                     | Yoko Ono                         |
| 2001 | An Elipse (EP)                              | Skeleton Key                     |
| 2002 | Obtainium                                   | Skeleton Key                     |
| 2002 | Answers                                     | Ui                               |
| 2002 | 109 poèmes électro                          | Charlélie Couture                |
| 2003 | HoboSapiens                                 | John Cale                        |
| 2004 | Joan as Police Woman (EP)                   | Joan as Police Woman             |
| 2004 | Live at Metro 06/13/2004                    | Skeleton Key                     |
| 2005 | The Lyon's Quintette (EP)                   | Skeleton Key                     |
| 2006 | Live+                                       | Emil de Waal                     |
| 2008 | Ombud                                       | Emil de Waal                     |
| 2011 | Gravity is the Enemy                        | Skeleton Key                     |
| 2011 | Extra Playful                               | John Cale                        |
| 2012 | Shifty Adventures in Nookie Wood            | John Cale                        |
| 2015 | Buy                                         | Contortions                      |